# Liste der Gerichtsbezirke auf den Balearischen Inseln
Dies sind die Gerichtsbezirke auf den Balearischen Inseln, Spanien.

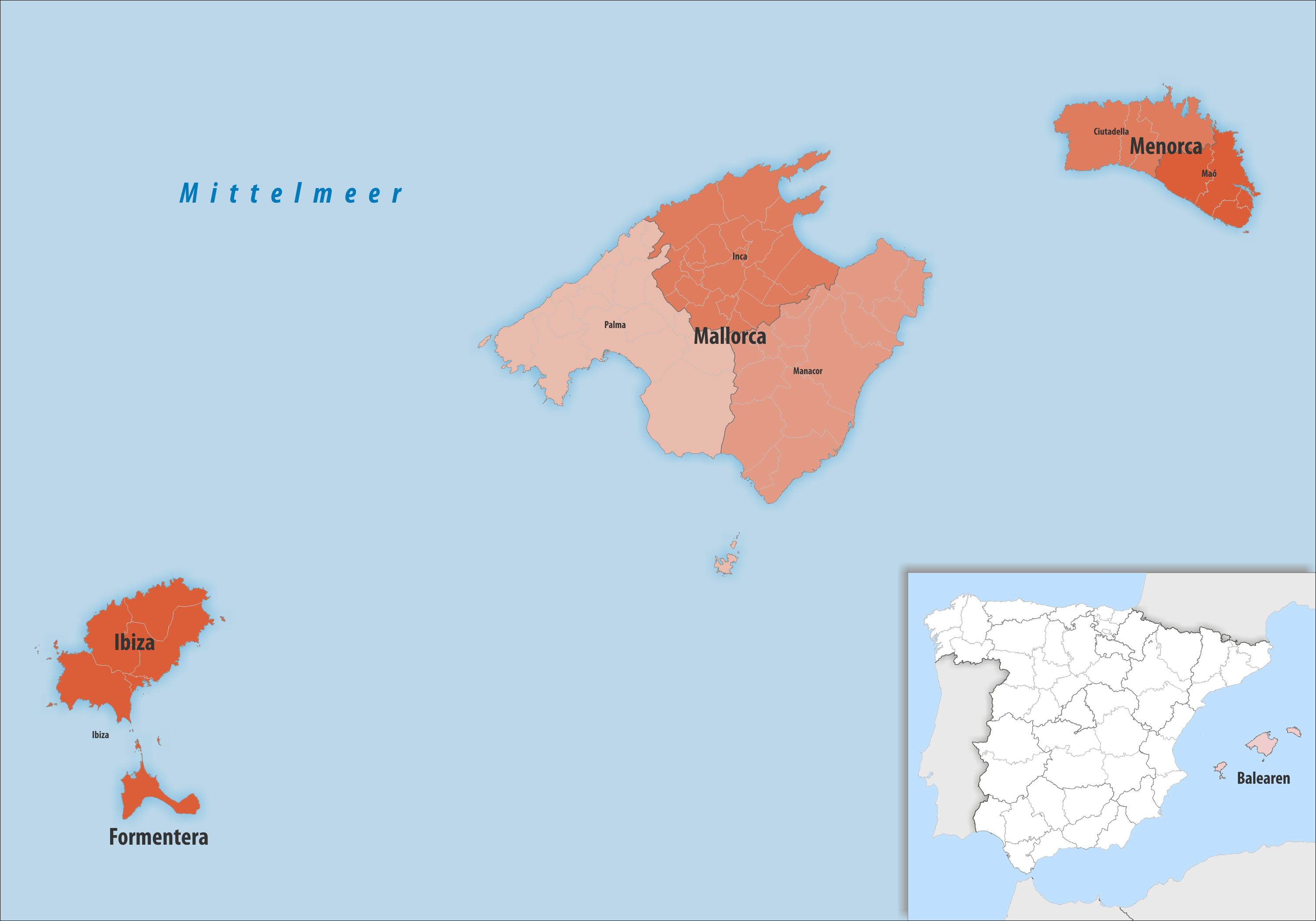
Gerichtsbezirke auf den Balearischen Inseln

| Gerichtsbezirk | Gemeinden | Einwohner (2024) | Fläche km² | Dichte Einw./km² | Hauptquartier |
| -------------- | --------- | ---------------- | ---------- | ---------------- | ------------- |
| Ciutadella     | 4         | 44.960           | 422,21     | 106              | Ciutadella    |
| Ibiza          | 4         | 172.033          | 655,80     | 262              | Ibiza         |
| Inca           | 21        | 164.234          | 1.014,83   | 162              | Inca          |
| Maó            | 6         | 55.363           | 273,49     | 202              | Maó           |
| Manacor        | 15        | 158.995          | 1.346,84   | 118              | Manacor       |
| Palma          | 17        | 625.818          | 1.278,54   | 489              | Palma         |
| Balearen       | 67        | 1.221.403        | 4.991,71   | 245              | Palma         |